# Landkreistag Saarland
Der Landkreistag Saarland ist der kommunale Spitzenverband aller fünf saarländischen Landkreise sowie des Regionalverbands Saarbrücken. Er ist als Verein mit Sitz in Saarbrücken organisiert und fungiert als Landesverband des Deutschen Landkreistages. Vorsitzender ist Landrat Udo Recktenwald (Landkreis St. Wendel), stellvertretender Vorsitzender ist Landrat Patrik Lauer (Landkreis Saarlouis).

## Geschichte
Nach der Aufnahme des Saarlandes als elftem Bundesland in die Bundesrepublik Deutschland zu Beginn des Jahres 1957 tagten im Juni 1957 in den Diensträumen des Landkreises Saarbrücken Präsidium und Hauptausschuss des Deutschen Landkreistages. Vor diesen Spitzengremien erklärten die saarländischen Landkreise durch ihren Sprecher, den Saarbrücker Landrat Karl Barth, ihren Willen, einen Landesvorstand zu bilden und dem Deutschen Landkreistag beizutreten.
Die Gründungsversammlung des Landkreistages Saarland fand am 18. Juni 1957 statt. Es wurde eine Satzung verabschiedet und ein Vorstand gewählt. Die erste Hauptversammlung fand im Oktober 1957 statt. Karl Barth war von 1957 bis 1962 erster Vorsitzender des Landkreistages, von 1962 bis 1965 folgte ihm Johannes Dierkes, der Landrat Neunkirchens, ins Amt. Von 1966 bis 1973 saß der Homburger Landrat Ferdinand Bungart dem Landkreistag vor.
Die Themen der Hauptversammlungen der folgenden Jahre waren u. a.:
- die Finanzprobleme der deutschen Landkreise (1959),
- das Bundessozialhilfegesetz und die Landkreise (1961),
- Konsequenzen der Bevölkerungsentwicklung bis zum Jahr 2000 (1964),
- Probleme der Gemeindefinanzreform (1968), sowie
- die Verwaltungs- und Gebietsreform (1970).
- die Verwaltungsmodernisierung (2006)

## Aufgaben
Zu den Aufgabe des Landkreistages zählen:
- den Selbstverwaltungsgedanken zu pflegen und für die Wahrung des verfassungsmäßigen Rechts der kommunalen Selbstverwaltung einzutreten
- die gemeinsamen Rechte und Interessen der Mitglieder und ihrer Einrichtungen zu fördern
- Landtag und Landesregierung bei der Vorbereitung und der Durchführung von Rechts- und Verwaltungsvorschriften, die die Stellung und die Aufgaben der Mitglieder berühren, zu beraten
- den Erfahrungsaustausch unter den Mitgliedern zu vermitteln und sie in allen Rechts- und Verwaltungsfragen zu beraten
- die Aufgaben, Einrichtungen und Probleme der Mitglieder in der Öffentlichkeit darzustellen
- die Mitglieder im Deutschen Landkreistag und in den öffentlichen oder privaten Institutionen zu vertreten sowie die Zusammenarbeit mit den kommunalen Spitzenverbänden der Gemeinden und der Städte und mit anderen Verbänden und Stellen zu pflegen.

## Mitglieder
Alle sechs saarländische Landkreise sind Mitglied des Landkreistags:
- Landkreis Merzig-Wadern
- Landkreis Neunkirchen
- Landkreis Saarlouis
- Saarpfalz-Kreis
- Landkreis St. Wendel
- Regionalverband Saarbrücken

## Organe
Organe des Landkreistages sind die Hauptversammlung und der Vorstand.

### Hauptversammlung
Die Hauptversammlung, die aus 36 Mitglieder besteht, hat insbesondere:
- Ziele, Richtlinien und Grundsätze der Arbeit des Landkreistages zu bestimmen sowie Stellungnahmen des Landkreistages zu beschließen, soweit es sich um grundlegende Fragen der Mitglieder, insbesondere die Gestaltung ihrer Selbstverwaltung handelt;
- die Satzung und deren Änderung zu beschließen;
- den Vorsitzenden des Vorstandes und seinen Stellvertreter zu wählen;
- den Vorstand zu bestellen;
- die Geschäftsführung zu wählen;
- den Geschäftsbericht entgegenzunehmen;
- den Haushaltsplan und den Jahresbeitrag festzusetzen;
- über die vom Vorstand unterbreiteten Angelegenheiten zu entscheiden;
- die Jahresrechnung entgegenzunehmen und über die Entlastung des Vorstandes zu beschließen.

### Vorstand
Der Vorstand leitet nach Maßgabe der Satzung und der Beschlüsse der Hauptversammlung die Geschäfte. Er entscheidet über alle Angelegenheiten, die nicht durch diese Satzung der Hauptversammlung zugewiesen sind oder diese sich durch Beschluss vorbehält. Dem Vorstand gehören 21 Mitglieder an.
Er hat insbesondere:
- die Stellungnahmen des Landkreistages zu wichtigen kommunalpolitischen Fragen zu beschließen, soweit die Hauptversammlung mit diesen nicht zu befassen ist;
- die Besetzung des Präsidiums, der Fachausschüsse und Arbeitskreise des Deutschen Landkreistages sowie der Ausschüsse und der sonstigen Institutionen zu beschließen;
- die Hauptversammlung vorzubereiten;
- den Entwurf des Haushaltsplanes zu erstellen und die Jahresrechnung zu legen;
- über Verträge und Vereinbarungen des Landkreistages sowie zur Aufnahme sonstiger Mitglieder zu beschließen;
- das Personal der Geschäftsstelle einzustellen und seine Vergütung zu regeln; sowie
- die Aufsicht über die Geschäftsstelle zu führen.

## Geschäftsstelle
Der Landkreistag unterhält an seinem Sitz eine Geschäftsstelle. Diese erledigt die laufenden Geschäfte und die ihr vom Vorsitzenden oder vom Vorstand übertragenen Aufgaben. Sie wird von der Geschäftsführerin geleitet. Die Geschäftsführerin nimmt an den Sitzungen des Vorstandes und der Hauptversammlung mit beratender Stimme teil. Geschäftsführerin des Landkreistages Saarland ist Susanne Schwarz.